# Градешниця
Граде́шниця (болг. Градешница) — село у Врачанській області Болгарії. Входить до складу общини Криводол.

## Населення
За даними перепису населення 2011 року у селі проживали 497 осіб.
Національний склад населення села:
| Національність   | Кількість осіб | Відсоток |
| ---------------- | -------------- | -------- |
| болгари          | 384            | 78,2%    |
| цигани           | 103            | 21,0%    |
| турки            | 3              | 0,6%     |
| Всього відповіли | 491            |          |

Розподіл населення за віком у 2011 році:
Динаміка населення: